# Jan Bednarek
Jan Kacper Bednarek, född 12 april 1996 i Słupca, är en polsk fotbollsspelare som spelar för Southampton i EFL Championship.

## Klubbkarriär
Den 1 juli 2017 värvades Bednarek av Southampton, där han skrev på ett femårskontrakt. Bednarek debuterade i Premier League och gjorde ett mål den 14 april 2018 i en 3–2-förlust mot Chelsea. Den 3 december 2020 skrev Bednarek på ett nytt 4,5-årskontrakt med Southampton. Den 1 september 2022 lånades Bednarek ut till Aston Villa på ett låneavtal över säsongen 2022/2023, med option för köp.